# Catboat

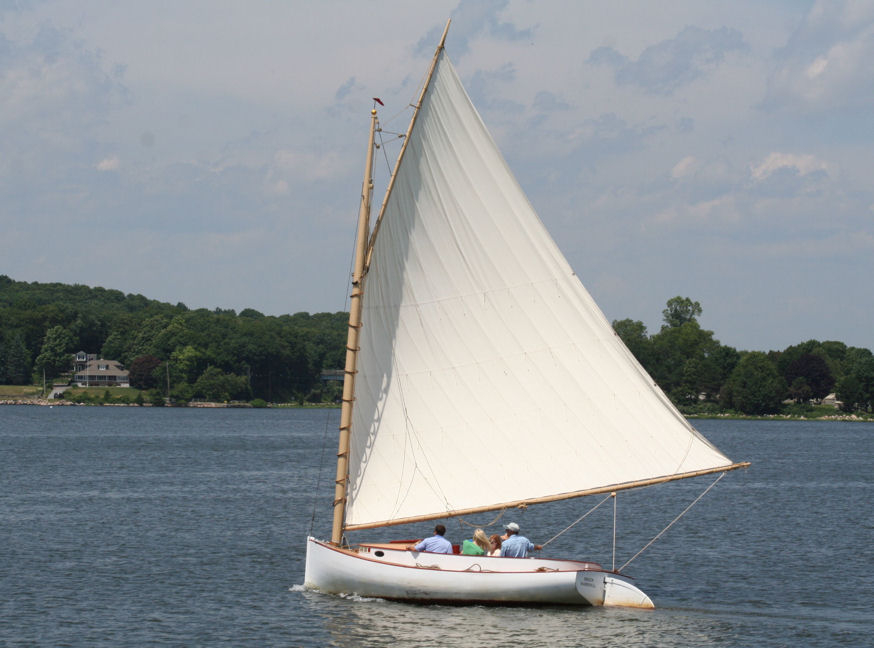
Le catboat Breck Marshall (Connecticut)

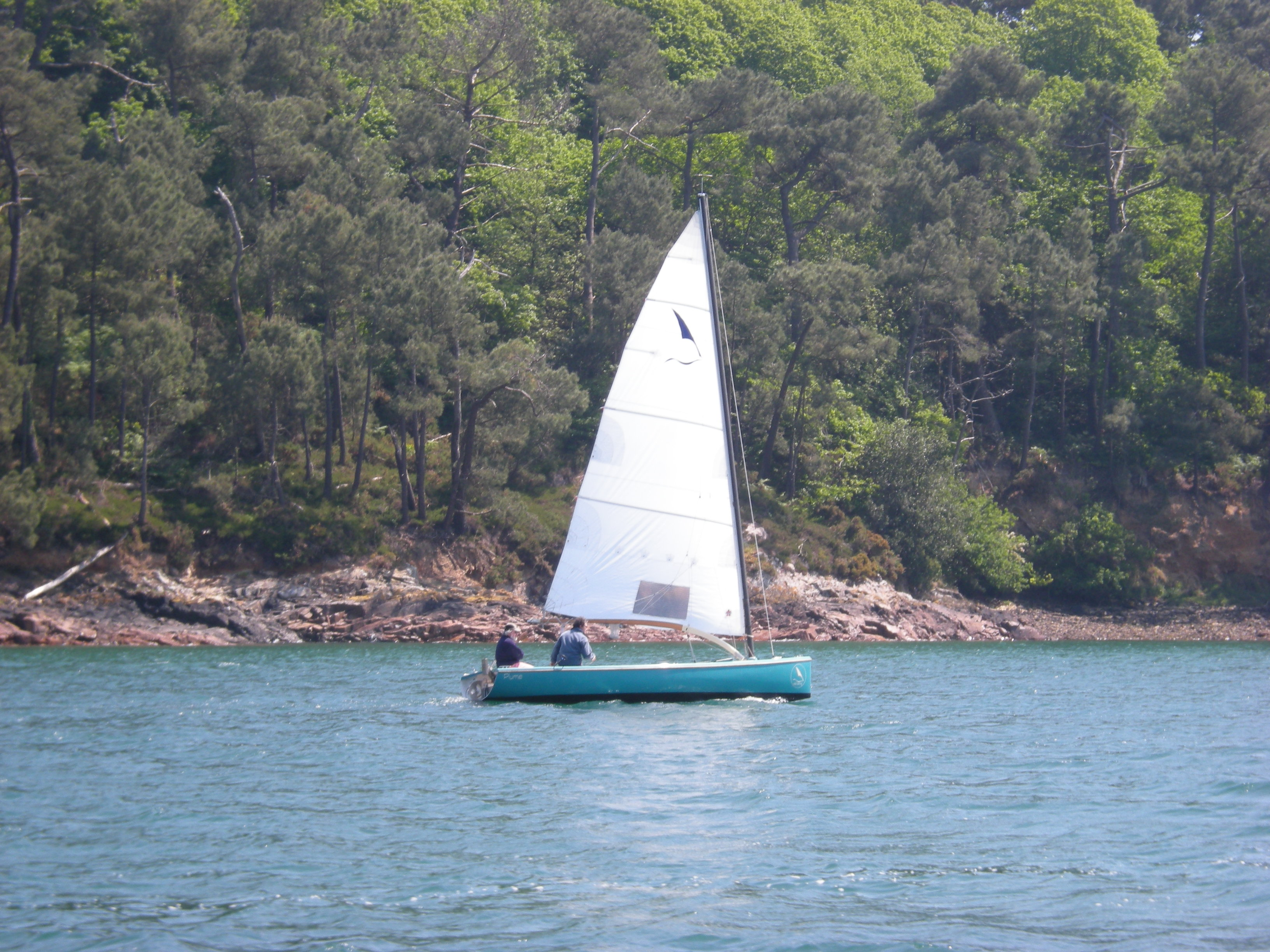
Cat-boat monotype de la série Plume, de 6.20 m, dériveur intégral destiné à la promenade

Un catboat (ou cat-boat) est un voilier à un seul mât avec une seule grand-voile à corne, sans foc. L'emplanture du mât est située très à l'avant du bateau. Le terme « catboat » désigne à la fois le type de gréement et le voilier ainsi gréé.
Les catboats sont des bateaux qui se sont fait connaitre sous ce nom aux États-Unis dans les années 1850, alors qu'en Europe les appellations d'Una rig en anglais, de misainier ou de canot à misaine en français, lui étaient préférées. Toutefois, en France, les canots à misaine ou misainiers désignent un canot à une voile au tiers, dite "misaine" ou "bourcet", montée sur une vergue, et dont le point d'amure est fixé à l'avant du bateau.
Bateaux de travail à l'origine, dériveurs permettant de naviguer dans les hauts-fonds ostréicoles, les catboats sont devenus des bateaux de plaisance et de régate comme le Finn, série olympique depuis 1952.

## L'origine des catboats
Le nom « catboat » est d'origine américaine. Il s'applique aux voiliers ayant adopté le gréement du kat, sorte d'allège qui servait au transport des marchandises dans les ports néerlandais. Les catboats sont légion dans le Maine où, du temps de la pêche à la voile, ils étaient avant tout des dragueurs d’huîtres. Il y avait des variantes, comme les cat-yawls.
En France, le terme est apparu vers 1855 avec le New York, petit dériveur de 4,55 m importé des États-Unis pour les régates d'Argenteuil. Mais le grand essor des catboats en tant que série va voir le jour en baie de Morlaix à partir de 1930. Issu des canots à misaine, le catboat en est l'extension « régate » mais sert aussi pour la famille et le loisir. Il va concurrencer le Cormoran et sera un bateau vraiment typique de la baie.

## Typologie et comparaison des gréements à un mât et assimilé
Les catboats ne possèdent qu'une voile sans focs, à la différence des sloops (un foc) et des cotres (plusieurs focs). Le canot à misaine possède également une seule voile au tiers mais peut présenter parfois des focs, un tapecul (canot à misaine-tapecul) ou une voile à livarde (canot à livarde).
| Typologie de navires à un mât    | Typologie de navires à un mât | Typologie de navires à un mât | Typologie de navires à un mât | Typologie de navires à un mât       | Typologie de navires à un mât |
| -------------------------------- | ----------------------------- | ----------------------------- | ----------------------------- | ----------------------------------- | ----------------------------- |
| Nom du gréement                  | Cotre                         | Sloop                         | Catboat ou "Canot à misaine"  | Yawl ("cotre ou sloop à tapecul")   | Cotre à hunier                |
| Terme anglais                    | cutter                        | sloop                         | Catboat                       | Yawl                                | topsail cutter                |
| Particularités                   | 2 focs ou plus                | 1 foc                         | Pas de foc                    | 2 mâts                              | 2 focs ou plus et huniers     |
| Schéma                           | Cotre                         | Sloop                         | Canot à misaine               | Cotre à tapecul est un type de yawl | Cotre à Hunier                |
| Exemple de gréement traditionnel |                               |                               |                               |                                     |                               |
| Exemple de gréement bermudien    |                               |                               |                               |                                     |                               |

## Caractéristiques et architecture des Catboats traditionnels

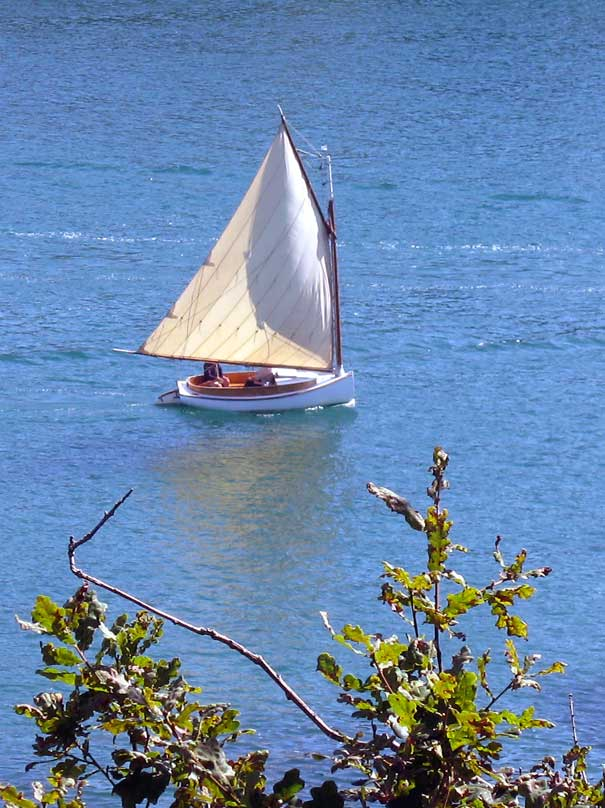
Misainier à voile aurique

Le mât est souvent en bois (pour sa résistance et sa souplesse) et dépourvu de haubans, il tourne pour positionner la voile par rapport au vent. Bien adapté aux petites embarcations légères, il permet la manœuvre complète du voilier par un homme seul. Cependant, le rendement d'une grand'voile est souvent meilleur en association avec un foc.
Par souci de simplification, le mât est assez souvent monté fixe dans l'emplanture, mais presque toujours sans haubans ni étais. La voile s'oriente alors indépendamment du mât. Cette disposition abaisse un peu le rendement aux allures de près, mais n'a pas d'incidence aux allures portantes. On prend soin de choisir un mât présentant une certaine souplesse en flexion, de manière à mieux encaisser les contraintes mécaniques imposées par la voile à la coque. Dans tous les cas, on notera l'importance des contraintes mécaniques imposées à la partie avant de la coque et l'on comprendra que le gréement en catboat doit être pris en considération en amont de la démarche de conception du bateau. Le catboat a traditionnellement une coque relativement large : 35 à 50 % de la longueur à la flottaison ! Cela lui confère une stabilité de forme qui, avec le fait de n'avoir qu'une seule écoute à régler, rend la navigation particulièrement relaxante. Ce genre de coque, en revanche, est trop large pour se prêter à un usage voile-aviron commode. Le plus souvent muni d'une dérive pivotante, le catboat se joue des petits fonds et aborde aisément sur une plage. La dérive pivotante est en outre précieuse pour déplacer le centre de dérive, ce qui est utile pour équilibrer la marche aux allures de près étant donné que l'on ne peut agir sur le centre vélique du fait de l'absence de foc.
La plupart des catboats ont une voile à corne, ce qui permet de recourir à un mât non pivotant plus court, plus aisé à démonter et remettre en place. Pour les plus modernes, cependant, la voile marconi est couramment utilisée. La voile à livarde n'apparaît quasiment jamais. Étant donné la grande surface de l'unique voile, il est précieux de pouvoir prendre des ris assez tôt lorsque le temps fraîchit, ce qui est facilité par la présence d'une bôme, dont la voile à livarde classique est dépourvue. Au allures portantes, et surtout au vent arrière, un halebas de bôme est très recommandable. Une voile marconi munie d'une bôme à enrouleur est évidemment bien pratique. Un palan n'est pas de trop pour avoir l'écoute longtemps en main sans fatigue, car la surface unitaire à manœuvrer est relativement importante. Le catboat empanne facilement, mais demande de l'erre pour changer franchement d'amure lorsqu'on tire des bords. D'une manière générale, ce type de gréement convient à des embarcations de taille modérée, par exemple de 6 ou 7 mètres. Au-delà, la voile devient vite malaisée à manier.
Aujourd'hui[Quand ?], une bonne dizaine de ces bateaux traditionnel naviguent et régatent encore. Le chantier JEZEQUEL, en construit encore régulièrement.

## Caractéristiques et architecture des Catboats de sport

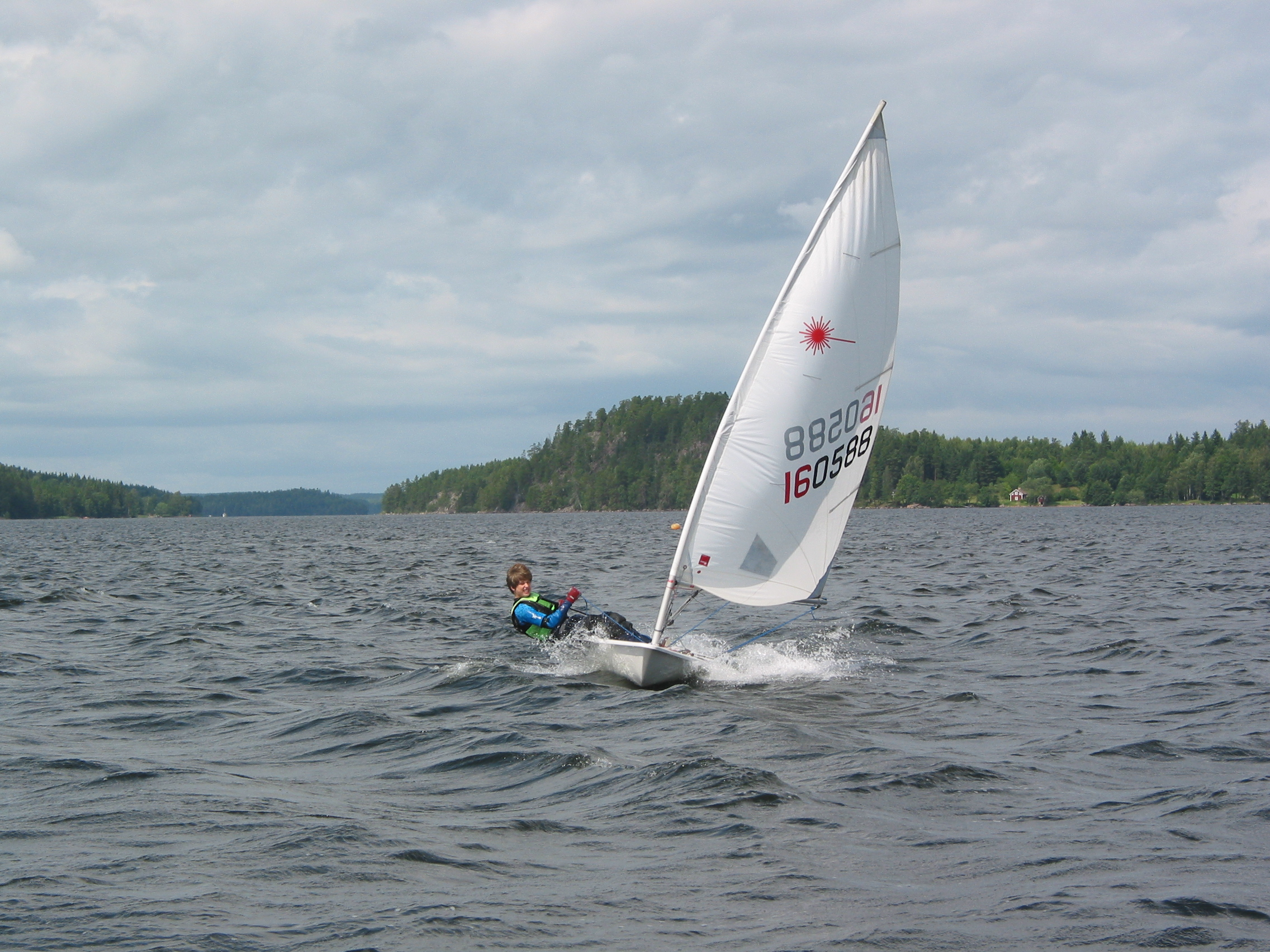
Le Laser, catboat de série internationale et olympique

### Catboat de sport: Historique
Le premier catboat de sport en France est le monotype de Chatou (1901) inspiré du Lark Américain , dessiné par François Texier et parrainé par le peintre impressionniste Gustave Caillebotte pour le Cercle nautique de Chatou, devenu ensuite Yacht Club de l'Ile de France sur le plan d'eau des Mureaux en grande banlieue parisienne. Ses formes de coque plates et larges l'avaient fait surnommer "la punaise de Chatou" tant par ses promoteurs que par ses détracteurs, ce fut une série à succès pour l'époque (110 unités construites)
Vient ensuite le Monotype d'Arcachon (1912) qui, parce qu'issu des canots français traditionnels, est gréé d'une misaine bômée avec un mât autoporté (sans haubans).
Pour tous les autres catboats de sport jusqu'en 1951, les architectes ont choisi un mât soutenu par haubanage et étai. Ainsi le Dinghy International 12' (1913), le Moth (1929), le Snowbird (1932 ?), l'Olympia Jolle (1933), le Sharpie 9 m² (1938), ont tous des mâts maintenus au capelage.
Il faut attendre 1949 pour voir apparaître les mâts autoportés tournants avec le Finn. Rien de plus normal que son concepteur, le suédois Rickard Sarby, connaisse les travaux de son compatriote Fredrik Ljungström. Celui-ci, bien connu pour ses brevets de turbines, avait aussi innové en matière de voile avec le gréement qui porte son nom. Sarby lui emprunte son mât rotatif, c'est-à-dire porté par des paliers. Cette rotation permet de bloquer la bôme dans la mortaise du mât avec une cale réglable qui fait office de hale-bas. Dès lors, tous les catboats de sport reprennent ce type de gréement à l'exception du Moth IMCA.

### Catboats de compétition: Monocoques
Les voiliers de compétition gréés en catboat sont principalement des dériveurs légers destinés aux régates en solitaire comme le Finn et le Laser qui sont des séries internationales et olympiques actuelles.
Le premier catboat monotype olympique est le Dinghy International 12'. Il a été suivi par le Snowbird, l'Olympia Jolle, le Finn, l'Europe et le Laser.
Citons aussi les Moth, l'Optimist, l'O'Pen Bic, la Yole OK, le X4...

### Catboats de compétition: Multicoques
L'A-Catamaran est un catamaran de sport équipé d'une seule voile.